# Shadowgun (série de jogos)
Shadowgun é uma série de jogos eletrônicos de tiro em primeira pessoa e em terceira pessoa de ficção científica iniciada em 2011 para dispositivos móveis Android e iOS, desenvolvido e publicado pela Madfinger Games, e logo mais tarde, os direitos da série foram passados para Deca Games em 2023. A trama se passa no futuro ano de 2350, e seu principal objetivo é capturar o Dr. Edgar Simon da garra dos inimigos, um gênio da medicina que criou uma raça de monstros alienígenas que aterrorizam a galáxia. Slade tem a ajuda de S.A.R.A, uma androide que atua como seu braço direito. O jogador precisa lutar para chegar até a fortaleza de Simon e desafiar seus exércitos inimigos.

## Descrição
Os jogos da série são de tiro em primeira pessoa e em terceira pessoa, e se passam num mundo de ficção científica e futurista, onde os jogadores viajam pela galáxia para fazer missões e lutar contra diversos inimigos e chefes, seja no modo solo para um jogador ou em equipes no cooperativo. Shadowgun é um jogo sólido em todos os aspectos; tem visuais nítidos, sabor de ficção científica e muito conteúdo. A série Shadowgun são bastantes inspirados em outros jogos que se passam no mesmo universo de ficção científica, como os jogos da série Gears of War, Destiny e Halo. Todos os jogos da série são ótimos, e bem mais atraente se você estiver procurando por um ótimo título de FPS para celular. Os controles são bem adaptado para os toques sensível a tela dos dispositivos móveis e respondem bem aos comandos. Todos os jogos de Shadowgun recebeu críticas geralmente positivas dos críticos e foi bem avariado em geral.

## Jogos publicados
| Ano  | Jogos               | Plataformas                            |
| ---- | ------------------- | -------------------------------------- |
| 2011 | Shadowgun           | iOS, Android, BlackBerry PlayBook      |
| 2012 | Shadowgun: Deadzone | iOS, Android, Windows, MacOS, Facebook |
| 2013 | Shadowgun           | BlackBerry 10, GameStick               |
| 2018 | Shadowgun Legends   | iOS, Android, TvOS, Nintendo Switch    |
| 2020 | Shadowgun War Games | iOS, Android, Nintendo Switch          |